# 1988 en Italie
Chronologie de l'Italie
- 1984
- 1985
- 1986
- 1987
- 1988
- 1989
- 1990
- 1991
- 1992

1986 en Europe - 1987 en Europe - 1988 en Europe - 1989 en Europe - 1990 en Europe

## Événements
- 12 janvier : Giuseppe Insalaco, ancien maire de Palerme, est assassiné par la mafia[1].
- 26 janvier : présentation de la Fiat Tipo[2].
- 26 février : scandale des « prisons en or massif » ; les ex-ministres Franco Nicolazzi, Clelio Darida et Vittorino Colombo sont impliqués dans une affaire de pot-de-vin sur des contrats pour la construction de prisons[1].
- 10 mars : Sergio Pininfarina devient président de la Confindustria[3].
- 11 mars : chute du gouvernement Giovanni Goria[4].
- 23 mars : la troisième Commission parlementaire antimafia est instituée sous la présidence du sénateur communiste Gerardo Chiaromonte[5].
- 31 mars : émission de 260 mandats d'arrêt contre la mafia dans le cadre de l'enquête conjointe du FBI et de la police italienne dans l'affaire de la Pizza connection[1].

- 13 avril : Ciriaco de Mita, secrétaire général de la Démocratie chrétienne depuis 1982, devient Président du Conseil[4].
- 15 avril : attentat de Naples ; une voiture piégée explose devant un club réunissant des soldats américains[6].
- 16 avril : le conseiller juridique Roberto Ruffilli, sénateur démocrate-chrétien, est assassiné par les Brigades rouges à Forlì[1].

- 10 mai : Carlo De Benedetti prend le contrôle du conseil d'administration de Mondadori, avec l’appui de Fininvest de Silvio Berlusconi[1].
- 18 mai : inauguration du premier Salon international du livre de Turin[7].
- 20 mai : début des négociations pour la fusion d'Eni et de Montedison pour la création d'un pole chimique national, Enimont[1].

- 4 juin : adoption de la loi Mammì sur le contrôle des chaînes de télévision[1].
- 21 juin : Achille Occhetto  est élu Secrétaire général du Parti communiste italien[1].

- 28 juillet : les dirigeants de Lotta continua Adriano Sofri, Giorgio Pietrostefani et Ovidio Bompressi sont arrêtés pour le meurtre de Luigi Calabresi[8].

- 14 septembre : le juge Alberto Giacomelli est assassiné à Trapani par la mafia[8].
- 25 septembre : le juge Antonino Saetta, président de la Cour d'appel de Palerme, est tué par la mafia avec son fils Stefano sur la route nationale Agrigente-Caltanissetta[9].
- 26 septembre : le journaliste Mauro Rostagno, ancien leader de Lotta Continua et fondateur de la communauté Saman, est assassiné dans par la mafia à Lenzi di Valderice[8].

- 13 octobre : publication des résultats de la datation au carbone 14 du Suaire de Turin, daté de 1260-1390[10].
- 17 octobre : un Boeing 707 d'Uganda Airlines s'écrase à l'aéroport Léonard-de-Vinci de Rome Fiumicino (32 morts, 20 blessés)[11].

- 29 novembre : Bruno Trentin est élu secrétaire national de la Confédération générale italienne du travail[12].

- 23 décembre : Yasser Arafat, en visite officielle à Rome, est reçu par le pape Jean Paul II[13].

## Économie
- Poursuite de la croissance (3,8 %). Le déficit commercial s’accroît (12 863 milliards de lires) en dépit d’un important excédent dû au tourisme (8 260 milliards). L’inflation reprend (5 %).

## Culture

### Cinéma
- 3 juin : 33e cérémonie des David di Donatello.

#### Autres films sortis en Italie en 1988
- 17 mars : L'insostenibile leggerezza dell'essere (L'Insoutenable Légèreté de l'être), film américain réalisé par Philip Kaufman.

#### Mostra de Venise
- Lion d'or d'honneur : Joris Ivens
- Lion d'or : La Légende du saint buveur (La Leggenda del santo bevitore) de Ermanno Olmi
- Coupe Volpi pour la meilleure interprétation féminine : Shirley MacLaine pour Madame Sousatzka de John Schlesinger et Isabelle Huppert pour Une affaire de femmes de Claude Chabrol
- Coupe Volpi pour la meilleure interprétation masculine : Don Ameche et Joe Mantegna pour Parrain d'un jour (Things Change) de David Mamet

### Littérature

#### Livres parus en 1988
- Umberto Eco : Le Pendule de Foucault (Il pendolo di Foucault) - (édition française : Grasset, 1990)

#### Prix et récompenses
- Prix Strega : Gesualdo Bufalino, Le menzogne della notte (Bompiani)
- Prix Bagutta : Luciano Erba, Il tranviere metafisico, (Scheiwiller)
- Prix Campiello : Rosetta Loy, Le strade di polvere
- Prix Malaparte : Fazil' Abdulovič Iskander
- Prix Napoli : Sergio Campailla (it), Il paradiso terrestre, (Rusconi)
- Prix Viareggio : Rosetta Loy, Le strade di polvere

## Naissances en 1988
- 2 septembre : Agnese Claisse, actrice et chanteuse.

## Décès en 1988
- 5 juin : Manlio Rossi-Doria, 83 ans, économiste, universitaire et homme politique. (° 25 mai 1905)
- 11 juin : Giuseppe Saragat.
- 28 décembre : Vittoria Titomanlio, 89 ans, femme politique.  (° 22 avril 1899)